# Schwarzrücken-Ameisenfänger

Verbreitungsgebiet

Der Schwarzrücken-Ameisenfänger (Terenura sicki), auch als Sick-Ameisenfänger bezeichnet, ist ein seltener Singvogel aus der Familie der Ameisenvögel. Sein Vorkommen ist auf die Bundesstaaten Alagoas und Pernambuco im nordöstlichen Brasilien beschränkt.

## Entdeckung
Der Schwarzrücken-Ameisenfänger ist eine recht junge Entdeckung in der ornithologischen Fachwelt. Er wurde erst 1983 von den beiden brasilianischen Ornithologen Dante Martins Teixeira und Luiz Pedreira Gonzaga beschrieben. Benannt wurde er nach dem deutschstämmigen Ornithologen Helmut Sick.

## Merkmale und Lebensraum
Der Schwarzrücken-Ameisenfänger erreicht eine Größe von 10 cm. Die Männchen sind an der Oberseite überwiegend schwarz gefärbt und an Kopf, Nacken und Mantel weißlich gestreift. Gesicht und Ohren sind weißlich und schwarz gestreift. Vom Schnabel bis zu den Augen zieht sich ein schwarzer Bartstreifen. Flügel und Schwanz sind schwarz gefärbt. Zudem haben die Flügel mattweiße Bänder und Ränder. Die Unterseite ist weiß gefärbt mit stellenweise schwarzen Streifen auf der Brust.
Den englischen Namen Orange-bellied Antwren bekamen diese Vögel von der Färbung der Weibchen. Diese haben eine schwarze Krone mit weißen Streifen sind aber ansonsten oberhalb rötlichbraun und unterhalb orange-rot gefärbt. Die Kehle weist eine blasse gelbbraune Tönung auf. Auch die Weibchen haben stellenweise schwarze Streifen auf der Brust.
Sein Lebensraum sind die oberen Schichten feuchter Wälder in einer Höhe von 400 bis 700 m NN.

## Nahrung
Die Nahrung besteht aus Käfern, Schaben, Ameisen und anderen Insekten.

## Brutzeit
Die Brutzeit ist vermutlich von November bis Februar. Die Nester werden im dichten Laub versteckt in einer Höhe von 10 bis 12 m errichtet. Sie sind gewöhnlich in gemischten Vogelschwärmen anzutreffen, es sind aber auch schon isolierte Paare beobachtet worden.

## Stimme
Seine Stimme besteht aus weichen, konstanten Trillern, die 3 bis 4 Sekunden andauern, und einem schnellen mehrmaligen Ruf, der sich wie tzí-de-de-de tzí-de-de-de anhört.

## Gefährdung
Die Verbreitung ist auf sechs Örtlichkeiten im atlantischen Regenwald von Alagoas and Pernambuco beschränkt. Dies sind kleine, stark zersplitterte Waldreste bei Murici (Alagoas), Pedra Talhada (Alagoas), Usina Serra Grande (Alagoas), Novo Lino (Alagoas), Água Azul (Pernambuco) und Frei Caneca (Pernambuco) mit einer Gesamtfläche von 126 km².
Zwischen 250 und 1.000 Exemplaren existieren noch in einem rapide schrumpfenden Lebensraum, der vor allem durch übermäßige Abholzung, Feuer, durch die Schaffung von Zuckerrohrplantagen und Weideland sowie den Straßenbau gefährdet ist. So ist beispielsweise ein Wald bei Murici von einer Fläche von 70 km² in den 1970er Jahren auf eine Fläche von nur noch 30 km² in den 1990er Jahren verringert worden. Von der IUCN wird er als critically endangered (vom Aussterben bedroht) eingestuft.